# Großer Preis des Samfundet De Nio
Der Große Preis des Samfundet De Nio (schwedisch De nios stora pris) ist ein schwedischer Literaturpreis. Er wird seit 1916 jährlich von Samfundet De Nio verliehen. Derzeit (2025) beträgt die Dotierung 400.000 Schwedische Kronen.

## Preisträger
| Jahr | Preisträger |
| ---- | --- |
| 2025 | Eva-Stina Byggmästar, Ingela Strandberg                                                                                                 |
| 2024 | Göran Greider |
| 2023 | Barbro Lindgren |
| 2022 | Kerstin Ekman |
| 2021 | Eva Runefelt |
| 2020 | Jan Stolpe |
| 2019 | Ola Larsmo |
| 2018 | Gunnar D. Hansson |
| 2017 | Agneta Pleijel |
| 2016 | Carola Hansson |
| 2015 | Sara Stridsberg |
| 2014 | Kjell Westö |
| 2013 | Aris Fioretos |
| 2012 | Arne Johnsson |
| 2011 | Kristina Lugn |
| 2010 | Ingvar Björkeson |
| 2009 | Steve Sem-Sandberg |
| 2008 | Birgitta Lillpers |
| 2007 | Tua Forsström |
| 2006 | Jacques Werup |
| 2005 | Klas Östergren |
| 2004 | Torgny Lindgren |
| 2003 | Ann Jäderlund |
| 2002 | Bruno K. Öijer |
| 2001 | Tomas Tranströmer |
| 2000 | Kjell Espmark |
| 1999 | Sigrid Combüchen |
| 1998 | Per Christian Jersild |
| 1997 | Per Wästberg |
| 1996 | Lars Andersson |
| 1995 | Bo Carpelan |
| 1994 | Per Olov Enquist |
| 1993 | Lennart Sjögren |
| 1992 | Göran Tunström |
| 1991 | Erik Beckman |
| 1990 | Tobias Berggren, Lars Gustafsson |
| 1989 | Katarina Frostenson |
| 1988 | Göran Sonnevi |
| 1987 | Lennart Hellsing |
| 1986 | Gunnar E. Sandgren |
| 1985 | Göran Palm |
| 1984 | Björn von Rosen |
| 1983 | Bengt Emil Johnson |
| 1982 | — |
| 1981 | Rita Tornborg |
| 1980 | Lars Norén |
| 1979 | Hans O. Granlid, Tomas Tranströmer |
| 1978 | Ingemar Leckius |
| 1977 | Sara Lidman |
| 1976 | Sten Hagliden, Olov Hartman |
| 1975 | Barbro Alving, Eva Moberg |
| 1974 | Sonja Åkesson |
| 1973 | Tito Colliander |
| 1972 | Sune Jonsson |
| 1971 | John Landquist |
| 1970 | Stig Claesson, Majken Johansson |
| 1969 | Albert Viksten, Lars Forssell |
| 1968 | Ivan Oljelund, Elsa Grave |
| 1967 | Werner Aspenström, Per-Erik Rundquist, Carl Fries                                                                                       |
| 1966 | Lars Gyllensten |
| 1965 | Willy Kyrklund |
| 1964 | Rabbe Enckell, Peder Sjögren |
| 1963 | Artur Lundkvist, Birgitta Trotzig |
| 1962 | Hans Ruin |
| 1961 | Erik Lindegren, Gustav Hedenvind-Eriksson                                                                                               |
| 1960 | Lars Ahlin |
| 1959 | Anders Österling, Evert Taube |
| 1958 | Emil Zilliacus |
| 1957 | Karl Vennberg |
| 1956 | Bo Bergman, Walter Ljungquist, Stina Aronson                                                                                            |
| 1955 | Sivar Arnér |
| 1954 | Gabriel Jönsson |
| 1953 | Tage Aurell |
| 1952 | Irja Browallius |
| 1951 | Gunnar Ekelöf, Lucien Maury |
| 1950 | Nils Ferlin |
| 1949 | Fritiof Nilsson Piraten, Johannes Edfelt                                                                                                |
| 1948 | Sigfrid Lindström |
| 1947 | Jan Fridegård |
| 1946 | — |
| 1945 | Frans G. Bengtsson |
| 1944 | Moa Martinson |
| 1943 | Sven Lidman |
| 1942 | — |
| 1941 | Olle Hedberg, Ivar Lo-Johansson |
| 1940 | Elmer Diktonius, Bertel Gripenberg, Jarl Hemmer, Arvid Mörne, Emil Zilliacus                                                            |
| 1939 | Vilhelm Moberg |
| 1938 | Harry Martinson |
| 1937 | Gustaf Hellström |
| 1936 | Bertil Malmberg, Eyvind Johnson |
| 1935 | Yrjö Hirn, Jarl Hemmer |
| 1934 | Hjalmar Söderberg |
| 1933 | K.G. Ossiannilsson |
| 1932 | Emilia Fogelklou |
| 1931 | Arvid Mörne, Ernst Didring |
| 1930 | Erik Blomberg, Bertel Gripenberg |
| 1929 | Per Hallström, Axel Lundegård, Birger Sjöberg                                                                                           |
| 1928 | Ludvig Nordström, Pär Lagerkvist |
| 1927 | Sigfrid Siwertz |
| 1926 | Hjalmar Bergman |
| 1925 | Fredrik Vetterlund |
| 1924 | Vilhelm Ekelund, Gustaf Ullman |
| 1923 | Elin Wägner |
| 1922 | Tor Hedberg |
| 1921 | Olof Högberg |
| 1920 | Hans Larsson |
| 1919 | K. G. Ossiannilsson |
| 1918 | — |
| 1917 | K. G. Ossiannilsson, Marika Stiernstedt                                                                                                 |
| 1916 | Erik Axel Karlfeldt, Bertel Gripenberg, Vilhelm Ekelund, Axel Lundegård, Hilma Angered Strandberg, Oscar Stjerne, Verner von Heidenstam |